# 夾谷會盟
夾谷會盟，是指孔子在魯國任大司寇時跟齊國的一次外交。在春秋戰國時，齊景公憂慮魯國日益壯大，於是聽從黎鉏的建議，派人到魯國跟魯定公舉行夾谷之會以示和好，但同時會議目的亦為了使魯國屈服於齊國，然而，孔子在這次外交上取得了勝利。

## 經過
春秋戰國時期，齊國和魯國經常交戰。直到公元前500年盛夏，齊國漸漸發覺魯國在孔子的治理下漸有起色。黎鉏憂慮魯國勢力會危及齊國，於是建議齊景公舉行會盟以示修好。然而，是次會議目的除了修好外，亦為了讓魯國屈服於齊國。
魯定公當時任命孔子為中都宰，隨後又升至司空，再調任為大司寇，更代理宰相一職。他明白當時齊國舉行會盟另有目的，故按照文武輔助一說向魯定公請求帶同軍隊赴會。
抵達會場時，齊國指使莱國威脅魯侯，孔子命令魯國軍隊還擊，並回應道：「兩國國君友好相聚，不容東夷擾亂，這不是齊國國君本意。武力不能展示友好，而且有損德行，國君一定不會這樣」。齊景公得知後，就讓萊國離去。
隨後，齊國又在盟書加上：「如果齊國出征時，魯國應派軍隊跟隨齊國，否則應按盟約受罰」。孔子又回應道：「齊國應把汶陽的土地歸還予魯國，現在不還土地更要求魯國供應齊國所需，更應按照盟約受罰。」齊景公得知後，急忙把盟約之事作罷，改設享禮招待魯定公。然而按照當時的禮，犧尊和象尊不可以出國門，而宮廷之樂亦不可在野外演奏。而且，當時演奏宮廷之樂的亦不全是宮廷的樂師，而是一些戲子，此行為明顯是羞辱國君的，因此孔子命令官員論罪刑處該群表演者。孔子向對方指出，享禮是昭示德行而舉行，如果為了羞辱國君，那麼不如不舉行。最後，齊景公亦把享禮取消，並把侵損魯國之地歸還以示謝過。

## 參看
- 儒家
- 孔子
- 春秋戰國